# Tarija (departma)
Tarija je departma v jugovzhodni Boliviji. Obsega 37.623 km² in meji z Argentino na jugu in Paragvajem na vzhodu. Ob popisu prebivalstva leta 2001 je tukaj živelo 391,226 ljudi. Glavno mesto departmaja je istoimensko mesto Tarija.
Na tem območju prebiva več kot 20 različnih staroselskih plemen, ki imajo od 20 do 1500 pripadnikov. Največje izmed njimi je pleme Gvarani. 
V suhih predelih na vzhodu departmaja se je odvijalo več pomembnih bitk in dogodkov med vojno s Paragvajem med letoma 1932 in 1935. 
Tukaj je prebival Victor Paz Estenssoro, vodja bolivijske revolucije leta 1952 in štirikratni predsednik države.

## Upravna delitev
Departma je razdeljen na pet provinc in eno avtonomno pokrajino:
1. Aniceto Arce
2. Burdett O'Connor
3. Cercado
4. Eustaquio Méndez
5. Gran Chaco (avtonomna pokrajina)
6. José María Avilés

## Gospodarstvo
Glavna gospodarska dejavnost departmaja je vinogradništvo. Prst in podnebje omogočata pridelavo grozdja in vina v velikem merilu. V Tariji vsako leto prirejajo Festival vina in sira. 
Naftna industrija je velikega pomena ne le za tariški departma, temveč tudi za celotno državo, ki pretežni del svoje nafte izvaža v Argentino in Brazilijo. Največ nafte iz departmaja izvozijo iz avtonomne pokrajine Gran Chaco. 

## Govorna sestava prebivalstva
Prebivalstvo povečinoma govori španščino, kečuanščino, ajmarščino and gvaranščino. Spodnja tabela prikazuje številke govorcev posameznih jezikov. 
| Jezik                         | Departma | Bolivija  |
| ----------------------------- | -------- | --------- |
| Kečuanščina                   | 37,337   | 2,281,198 |
| Ajmarščina                    | 7,219    | 1,525,321 |
| Gvaranščina                   | 4,578    | 62,575    |
| Drugi jeziki domorodcev       | 2,468    | 49,432    |
| Španščina                     | 365,710  | 6,821,626 |
| Tuji jezik(i)                 | 5,662    | 250,754   |
| Izključno jezik domorodcev    | 4,562    | 960,491   |
| Jezik domorodcev in španščina | 44,461   | 2,739,407 |
| Španščina in tuji jezik(i)    | 322,098  | 4,115,751 |